# 2. honvedski poljskotopniški polk (Avstro-Ogrska)
Za druge 2. polke glejte 2. polk.
2. honvedski poljskotopniški polk (izvirno nemško Feldkanonenregiment Nr. 2; madžarsko 2. honvéd tábori ágyúsezred) je bil artilerijski polk Kraljevega madžarskega domobranstva.

## Zgodovina

### Prva svetovna vojna
Polkovna narodnostna sestava leta 1914 je bila sledeča: 69% Romunov, 25% Nemcev in 9% drugih.

## Poveljniki
- maj 1914: Ladislaus Thaisz[1]